# Ферзиковский район
Фе́рзиковский район — административно-территориальная единица (район) и муниципальное образование (муниципальный район) в Калужской области России.
Административный центр — посёлок Ферзиково.

## География
Район расположен на востоке Калужской области. Район граничит с городом Калугой, Малоярославецким, Тарусским, Перемышльским районами, на юго-востоке — с Алексинским и Суворовскими районами Тульской области. Площадь — 1 249,9 км².
Основные реки — Ока, Калужка.

## История
Ферзиковский район был образован 12 июля 1929 года в составе Калужского округа Московской области. В состав район вошли следующие сельсоветы бывшей Калужской губернии:
- из Калужского уезда:
  - из Бебелевской волости: Сугоновский
  - из Лассальской волости: Богдановский, Борщевский, Зудненский, Куровский, Михайловский
  - из Тарусской волости: Григоровский
  - из Ферзиковской волости: Андроновский, Аристовский, Афанасьевский, Богимовский, Букреевский, Висляевский, Грибовский, Елькинский, Жиливский, Забелинский, Истоминский, Ковровский, Кольцовский, Красносельский, Кривцовский, Кузнецкий, Кулачковский, Никольский, Павловский, Перерушевский, Плешковский, Поливановский, Русиновский, Сашкинский, Солопенский, Ферзиковский, Черкасовский, Шопинский, Щукинский
- из Грязновской волости Лихвинского уезда: Грязновский, Дупельский, Макаровский, Меньшиковский, Поздняковский, Титовский, Широковский.

20 мая 1930 года из Детчинского района в Ферзиковский был передан Соболевский с/с.
1 февраля 1931 года Ферзиковский район был упразднён. При этом Истоминский с/с был передан в Черепетский район; Куровский, Макаровский, Перерушевский и Русиновский с/с — в Калужский район; Кулачковский и Сугоновский с/с — в Детчинский район; остальные с/с — в Алексинский район.
24 февраля 1950 года Ферзиковский район был восстановлен в составе Калужской области в результате разукрупнения Дугнинского района.
В 1959 году Дугнинский район был упразднен, его территория вошла в состав Ферзиковского района.

## Население
| 1959    | 1970    | 1979    | 1989    | 2002    | 2009    | 2010    | 2011    | 2012    |
| ------- | ------- | ------- | ------- | ------- | ------- | ------- | ------- | ------- |
| 20 784  | ↗21 875 | ↘19 055 | ↘17 182 | ↘15 804 | ↗16 272 | ↘15 789 | ↗15 819 | ↗16 273 |
| 2013    | 2014    | 2015    | 2016    | 2017    | 2018    | 2019    | 2020    | 2021    |
| ↗16 875 | ↗17 792 | ↘17 153 | ↗17 275 | ↗17 818 | ↗18 053 | ↗18 076 | ↘18 046 | ↘17 557 |

### Национальный состав
По итогам переписи населения 2020 года проживали следующие национальности (национальности менее 0,1 % и другое, см. в сноске к строке «Другие»):
| Национальность | Численность, чел. | Доля     |
| -------------- | ----------------- | -------- |
| Русские        | 14 795            | 84,27 %  |
| Даргинцы       | 317               | 1,81 %   |
| Армяне         | 244               | 1,39 %   |
| Цыгане         | 164               | 0,93 %   |
| Украинцы       | 150               | 0,85 %   |
| Таджики        | 121               | 0,69 %   |
| Узбеки         | 81                | 0,46 %   |
| Азербайджанцы  | 70                | 0,40 %   |
| Татары         | 48                | 0,27 %   |
| Белорусы       | 46                | 0,26 %   |
| Молдаване      | 43                | 0,24 %   |
| Корейцы        | 31                | 0,18 %   |
| Ингуши         | 20                | 0,11 %   |
| Другие         | 1427              | 8,14 %   |
| Итого          | 17 557            | 100,00 % |

## Административное деление
Ферзиковский район как административно-территориальная единица включает 15 административно-территориальных единиц: 2 посёлка, 2 сельсовета, 5 сёл и 6 деревень, как муниципальное образование со статусом муниципального района — 15 муниципальных образований со статусом сельских поселений:
| №  | Сельское поселение      | Административный центр | Количество населённых пунктов | Население (чел.) | Площадь (км²) |
| -- | ----------------------- | ---------------------- | ----------------------------- | ---------------- | ------------- |
| 1  | Бебелевский сельсовет   | д. Бебелево            | 10                            | ↘1082            | 78,27         |
| 2  | Октябрьский сельсовет   | п. Октябрьский         | 12                            | ↘1305            | 87,39         |
| 3  | село Авчурино           | с. Авчурино            | 6                             | ↘866             | 3,30          |
| 4  | деревня Аристово        | д. Аристово            | 7                             | ↗512             | 4,93          |
| 5  | деревня Бронцы          | д. Бронцы              | 10                            | ↘838             | 3,62          |
| 6  | село Грабцево           | с. Грабцево            | 6                             | ↗2648            | 23,39         |
| 7  | посёлок Дугна           | п. Дугна               | 8                             | ↗996             | 12,58         |
| 8  | деревня Зудна           | д. Зудна               | 14                            | ↘579             | 9,56          |
| 9  | село Кольцово           | с. Кольцово            | 11                            | ↘486             | 6,92          |
| 10 | деревня Красный Городок | д. Красный Городок     | 6                             | ↘853             | 2,18          |
| 11 | село Сашкино            | с. Сашкино             | 10                            | ↘567             | 6,71          |
| 12 | деревня Сугоново        | д. Сугоново            | 13                            | ↘385             | 7,29          |
| 13 | посёлок Ферзиково       | п. Ферзиково           | 1                             | ↘4472            | 6,59          |
| 14 | село Ферзиково          | с. Ферзиково           | 26                            | ↘920             | 11,80         |
| 15 | деревня Ястребовка      | д. Ястребовка          | 15                            | ↗1048            | 8,91          |

## Населённые пункты
В Ферзиковском районе всего насчитывается 155 населённых пунктов.
| №   | Населённый пункт       | Тип              | Население | Сельское поселение      |
| --- | ---------------------- | ---------------- | --------- | ----------------------- |
| 1   | Авчурино               | село             | ↗794      | село Авчурино           |
| 2   | Александровка          | деревня          | ↘61       | село Ферзиково          |
| 3   | Александровка          | деревня          | ↘1        | село Ферзиково          |
| 4   | Алексеевка             | деревня          | ↘3        | деревня Сугоново        |
| 5   | Алексеевский           | посёлок          | →2        | деревня Сугоново        |
| 6   | Алферьево              | деревня          | ↘1        | село Кольцово           |
| 7   | Анашково               | деревня          | ↘0        | деревня Сугоново        |
| 8   | Андреевское            | деревня          | ↗62       | деревня Ястребовка      |
| 9   | Андроново              | село             | ↗38       | деревня Аристово        |
| 10  | Анненки                | деревня          | ↗8        | село Авчурино           |
| 11  | Аристово               | деревня          | ↗411      | деревня Аристово        |
| 12  | Асеевки                | деревня          | ↗20       | село Сашкино            |
| 13  | Баютино                | деревня          | ↗15       | Бебелевский сельсовет   |
| 14  | Бебелево               | деревня          | ↗826      | Бебелевский сельсовет   |
| 15  | Богданино              | село             | ↗317      | посёлок Дугна           |
| 16  | Богдановка             | деревня          | ↗7        | деревня Ястребовка      |
| 17  | Богдановское           | село             | ↘1        | деревня Бронцы          |
| 18  | Богимово               | село             | ↘81       | село Сашкино            |
| 19  | Богородское            | село             | ↗3        | деревня Аристово        |
| 20  | Болдасовка             | деревня          | ↗76       | Бебелевский сельсовет   |
| 21  | Борщевка               | село             | ↗19       | деревня Зудна           |
| 22  | Босарево               | деревня          | ↗14       | деревня Зудна           |
| 23  | Бронцы                 | деревня          | ↗680      | деревня Бронцы          |
| 24  | Букреевка              | деревня          | →0        | деревня Аристово        |
| 25  | Бунаково               | деревня          | ↗10       | село Ферзиково          |
| 26  | Бутырки                | деревня          | ↘75       | село Грабцево           |
| 27  | Верховое               | деревня          | ↘19       | Октябрьский сельсовет   |
| 28  | Виньково               | деревня          | →6        | деревня Зудна           |
| 29  | Висляево               | деревня          | ↘7        | деревня Зудна           |
| 30  | Вишняково              | деревня          | ↗6        | посёлок Дугна           |
| 31  | Воинка                 | деревня          | ↗29       | деревня Ястребовка      |
| 32  | Володарское            | деревня          | ↘25       | деревня Зудна           |
| 33  | Воронино               | деревня          | →6        | село Кольцово           |
| 34  | Воскресенское          | село             | ↘115      | село Грабцево           |
| 35  | Выселки                | деревня          | ↘13       | деревня Ястребовка      |
| 36  | Высоцкое               | деревня          | ↗15       | село Ферзиково          |
| 37  | Глебово                | деревня          | ↗30       | посёлок Дугна           |
| 38  | Глушонки               | деревня          | ↘1        | деревня Зудна           |
| 39  | Горневская Слобода     | деревня          | ↘51       | село Грабцево           |
| 40  | Городня                | деревня          | ↗55       | деревня Красный Городок |
| 41  | Горчаково              | деревня          | ↘1        | деревня Сугоново        |
| 42  | Грабцево               | село             | ↘507      | село Грабцево           |
| 43  | Грязново               | село             | ↗92       | Октябрьский сельсовет   |
| 44  | Губино                 | деревня          | ↗16       | деревня Сугоново        |
| 45  | Дугна                  | посёлок          | ↘663      | посёлок Дугна           |
| 46  | Дупли                  | село             | ↗31       | посёлок Дугна           |
| 47  | Дурасово               | деревня          | ↗2        | Октябрьский сельсовет   |
| 48  | Елькино                | деревня          | ↗5        | село Ферзиково          |
| 49  | Желовижи               | село             | ↘3        | деревня Сугоново        |
| 50  | Желябужский            | посёлок          | ↗252      | деревня Ястребовка      |
| 51  | Желяково               | деревня          | ↘0        | деревня Сугоново        |
| 52  | Жиливки                | деревня          | →61       | село Сашкино            |
| 53  | Зверохозяйство         | населённый пункт | ↗81       | деревня Бронцы          |
| 54  | Зудна                  | деревня          | ↗559      | деревня Зудна           |
| 55  | Ивашево                | деревня          | ↘10       | Бебелевский сельсовет   |
| 56  | Ивашево                | деревня          | ↗24       | деревня Аристово        |
| 57  | Ильино                 | село             | →13       | Октябрьский сельсовет   |
| 58  | Искра                  | деревня          | ↘6        | деревня Сугоново        |
| 59  | Каменка                | деревня          | ↘4        | деревня Сугоново        |
| 60  | Каменка                | деревня          | →6        | село Ферзиково          |
| 61  | Каптевка               | деревня          | ↗38       | село Грабцево           |
| 62  | Караваинки             | деревня          | →1        | село Кольцово           |
| 63  | Катенево               | деревня          | ↘6        | Бебелевский сельсовет   |
| 64  | Кашурки                | деревня          | →0        | село Кольцово           |
| 65  | Китаево                | деревня          | ↘7        | село Ферзиково          |
| 66  | Клишино                | деревня          | ↘83       | село Сашкино            |
| 67  | Коврово                | деревня          | ↗98       | деревня Бронцы          |
| 68  | Козловка               | деревня          | →1        | село Ферзиково          |
| 69  | Кольцово               | село             | ↘435      | село Кольцово           |
| 70  | Комола                 | деревня          | ↗5        | село Ферзиково          |
| 71  | Красный Городок        | деревня          | ↘395      | деревня Красный Городок |
| 72  | Красотынка             | деревня          | →13       | село Авчурино           |
| 73  | Криворезово            | деревня          | ↗3        | село Ферзиково          |
| 74  | Кривцово               | деревня          | ↗9        | деревня Бронцы          |
| 75  | Криуша                 | деревня          | ↘54       | село Авчурино           |
| 76  | Кросна                 | деревня          | ↘35       | село Ферзиково          |
| 77  | Кутьково               | деревня          | ↗86       | Октябрьский сельсовет   |
| 78  | Ладыгино               | деревня          | ↘0        | деревня Зудна           |
| 79  | Литвиново              | деревня          | ↗31       | деревня Ястребовка      |
| 80  | Лобаново               | деревня          | ↘1        | село Сашкино            |
| 81  | Лущихино               | деревня          | ↗13       | деревня Зудна           |
| 82  | Максимово              | деревня          | ↗16       | село Ферзиково          |
| 83  | Малая Слободка         | деревня          | ↘11       | село Авчурино           |
| 84  | Марухта                | деревня          | ↗16       | деревня Зудна           |
| 85  | Меклешово              | деревня          | ↘3        | село Ферзиково          |
| 86  | Меньшиково             | деревня          | ↗4        | Октябрьский сельсовет   |
| 87  | Меревское              | деревня          | ↘68       | деревня Бронцы          |
| 88  | Мешково                | деревня          | ↗3        | село Ферзиково          |
| 89  | Митюково               | деревня          | →0        | Бебелевский сельсовет   |
| 90  | Михайловка             | деревня          | ↘4        | село Кольцово           |
| 91  | Михайловка             | деревня          | →1        | село Сашкино            |
| 92  | Мосеевка               | деревня          | →0        | село Ферзиково          |
| 93  | Натальино              | деревня          | ↘30       | деревня Красный Городок |
| 94  | Наумово                | деревня          | ↘0        | село Ферзиково          |
| 95  | Незымаево              | деревня          | ↗11       | Бебелевский сельсовет   |
| 96  | Некрасово              | деревня          | ↗18       | деревня Ястребовка      |
| 97  | Николаевка             | деревня          | →14       | деревня Бронцы          |
| 98  | Николаевка             | деревня          | →3        | посёлок Дугна           |
| 99  | Никольское             | деревня          | ↗21       | село Ферзиково          |
| 100 | Новая Деревня          | деревня          | ↗119      | Бебелевский сельсовет   |
| 101 | Новая Деревня          | деревня          | →10       | село Кольцово           |
| 102 | Новолоки               | деревня          | →0        | село Ферзиково          |
| 103 | Новосел                | село             | ↗111      | село Сашкино            |
| 104 | Новоселки              | деревня          | ↗15       | деревня Ястребовка      |
| 105 | Огарково               | деревня          | ↗6        | деревня Зудна           |
| 106 | Октябрьский            | посёлок          | ↗1116     | Октябрьский сельсовет   |
| 107 | Переделки              | деревня          | ↘11       | деревня Зудна           |
| 108 | Перерушево             | деревня          | ↗11       | село Ферзиково          |
| 109 | Перерушево             | ж.д. разъезд     | ↗23       | село Ферзиково          |
| 110 | Перцево                | деревня          | ↘73       | деревня Красный Городок |
| 111 | Песочня                | деревня          | ↗6        | деревня Ястребовка      |
| 112 | Петровка               | деревня          | ↘5        | село Ферзиково          |
| 113 | Петрово                | деревня          | ↗16       | Бебелевский сельсовет   |
| 114 | Плюсково               | деревня          | ↘2        | Октябрьский сельсовет   |
| 115 | Поздняково             | деревня          | ↗60       | Октябрьский сельсовет   |
| 116 | Покровское             | село             | ↗11       | деревня Ястребовка      |
| 117 | Поливаново             | деревня          | ↗49       | село Кольцово           |
| 118 | Пышково                | деревня          | ↗16       | село Кольцово           |
| 119 | Раевское               | село             | ↘15       | деревня Бронцы          |
| 120 | Рожковское лесничество | посёлок          | ↘34       | деревня Ястребовка      |
| 121 | Русино                 | деревня          | ↘65       | село Сашкино            |
| 122 | Русиново               | деревня          | →1        | деревня Аристово        |
| 123 | Сашкино                | село             | ↗294      | село Сашкино            |
| 124 | Соболево               | деревня          | ↗7        | деревня Сугоново        |
| 125 | Спасс                  | деревня          | →1        | Октябрьский сельсовет   |
| 126 | Спешиловка             | деревня          | →1        | село Сашкино            |
| 127 | Стаино                 | деревня          | ↘2        | Октябрьский сельсовет   |
| 128 | Старо-Селиваново       | деревня          | ↗104      | село Ферзиково          |
| 129 | Степановка             | деревня          | ↘5        | деревня Сугоново        |
| 130 | Степановское           | деревня          | ↗17       | деревня Бронцы          |
| 131 | Стопкино               | деревня          | ↘19       | деревня Ястребовка      |
| 132 | Сугоново               | деревня          | ↘313      | деревня Сугоново        |
| 133 | Судаково               | деревня          | →23       | посёлок Дугна           |
| 134 | Сухининки              | деревня          | ↗9        | село Авчурино           |
| 135 | Тибекино               | деревня          | ↘2        | село Ферзиково          |
| 136 | Тимофеевка             | деревня          | →0        | село Кольцово           |
| 137 | Тиньково               | деревня          | ↘39       | деревня Красный Городок |
| 138 | Титово                 | село             | ↗140      | Октябрьский сельсовет   |
| 139 | Троицкое               | деревня          | →0        | посёлок Дугна           |
| 140 | Угрюмово               | деревня          | ↗6        | деревня Красный Городок |
| 141 | Усадье                 | деревня          | ↗13       | деревня Ястребовка      |
| 142 | Устиновка              | деревня          | ↗12       | деревня Аристово        |
| 143 | Фелисово               | деревня          | ↗20       | село Грабцево           |
| 144 | Ферзиково              | посёлок          | ↘4472     | посёлок Ферзиково       |
| 145 | Ферзиково              | село             | ↗628      | село Ферзиково          |
| 146 | Филенево               | деревня          | ↗55       | деревня Ястребовка      |
| 147 | Фитинино               | деревня          | ↗6        | Бебелевский сельсовет   |
| 148 | Хомяково               | деревня          | ↘7        | село Ферзиково          |
| 149 | Черкасово              | деревня          | ↘60       | село Ферзиково          |
| 150 | Чкалово                | деревня          | ↗25       | деревня Сугоново        |
| 151 | Чудненки               | деревня          | ↘0        | деревня Бронцы          |
| 152 | Шахово                 | деревня          | ↘3        | село Кольцово           |
| 153 | Шейкино                | деревня          | ↘19       | деревня Зудна           |
| 154 | Широково               | деревня          | →2        | деревня Зудна           |
| 155 | Ястребовка             | деревня          | ↗337      | деревня Ястребовка      |

Упразднённые населённые пункты:
- 1996 год — село Ждамирово, деревни Хитровка и Калужка включены в состав Калуги[28].

## Транспорт
Автобусы Калуга-Ферзиково, Ферзиково-Таруса-Серпухов, Калуга-Таруса; железнодорожная станция Ферзиково на линиях Ферзиково-Калуга 1, Ферзиково-Алексин, поезд-экспресс Калуга-Тула.

## Культура
Сельская школа, клуб, музыкальная школа.

## Достопримечательности
- Каменоломни на берегу Оки
- Усадьба Авчурино